# Oreste Murani
Oreste Murani (Monterubbiano, 26 maggio 1853 – Monterubbiano, 18 agosto 1937) è stato un fisico e politico italiano.

## Biografia
Nato a Monterubbiano (nelle Marche), dopo aver frequentato le scuole di I grado e il liceo classico a Fermo, con una borsa di studio del comune di Fermo ed una ministeriale, poté iscriversi all'Università di Pisa per studiare fisica e matematica, laureandosi con lode in Fisica sperimentale nel 1876, sotto la guida di Antonio Pacinotti.
Subito dopo, iniziò ad insegnare fisica, dapprima negli istituti tecnici di Lonigo poi nell'istituto tecnico di Chieti, quindi all'istituto tecnico dell'Aquila e al Liceo classico Ennio Quirino Visconti di Roma. Nel 1886 passò all'istituto tecnico "Carlo Cattaneo" di Milano, e l'anno successivo fu pure nominato da Francesco Brioschi incaricato di Fisica sperimentale al biennio preparatorio dell'Istituto Tecnico Superiore (poi Politecnico di Milano), dove insegnò per oltre quarant'anni e fondò l'Istituto di Fisica. Nel 1928 lasciò l'insegnamento per raggiunti limiti d'età.
Si occupò di molti argomenti di fisica sperimentale, soprattutto di elettricità e magnetismo (in collaborazione anche col suo conterraneo Temistocle Calzecchi Onesti), nonché di didattica della fisica, pubblicando vari lavori scientifici assieme a diversi, apprezzati testi didattici e manuali per la casa editrice Hoepli. 
Nel 1891 divenne membro corrispondente, poi membro effettivo dal 1897 e ripetutamente segretario dell'Istituto Lombardo di Scienze e Lettere per la classe delle scienze, che gli conferì anche il "premio Cagnola" per la sua opera sull'elettricità atmosferica. Fu inoltre uno dei membri fondatori delle Società italiana di fisica. 
Finito l'insegnamento, si ritirò nella città natale, Monterubbiano, dove fu eletto sindaco, carica che, per divergenze con il prefetto, mantenne per poco tempo.
Morì il 18 agosto del 1938, a 84 anni.

## Pubblicazioni principali

### Lavori scientifici
- Ricerche sulla distanza esplosiva della scintilla elettrica, Milano, 1887.
- Ricerche sperimentali sulla legge psicofisica di Fechner, Milano, 1889.
- Sulle scariche elettriche dei condensatori e l'applicazione alla scariche atmosferiche, Milano, 1891.
- Verifica sperimentale di un teorema d'elettrodinamica sulle correnti a oscillazioni rapidissime, Milano, 1891.
- Intorno ad alcune esperienze di Hertz sulle oscillazioni elettriche, Milano, 1892.
- Di un nuovo fotometro, Milano, 1894.
- Sulla importanza dell'autoinduzione del conduttore di scarica dei parafulmini, Milano, 1894.
- Dell'influenza delle vibrazioni sulla resistenza elettrica dei fili metallici, Milano, 1895.
- Il duplicatore del Belli e il replenisher di lord Kelvin (sir William Thomson), Milano, 1895.
- Sperimenti sui raggi Roentgen, Milano, 1896.
- Studio delle onde stazionarie di Hertz col mezzo di un coherer, Milano, 1898.
- La luce ne' campi magnetici: il fenomeno di Zeeman, Milano, 1899.
- Un tubo focus può, a un certo grado di vuoto, funzionare da valvola elettrica per correnti alternate ad alto potenziale, Milano, 1901.
- Proprietà cardinali dei sistemi diottrici centrati e istrumenti di ottica, Pavia, 1911.
- Elettricità atmosferica, Milano, 1913.
- Nel centenario della morte di Alessandro Volta, Milano, 1927.
- Sulla conduttività elettrica delle limature metalliche, Milano, 1937.

### Opere
- Elementi di meccanica : libro proposto come testo ne' Licei e negli Istituti tecnici, F. Vallardi, Milano, 1887.
- Parafulmini: studio teorico e sperimentale, Casa Editrice Ulrico Hoepli, Milano, 1893.
- Elementi di fisica, Ulrico Hoepli, Milano, 1897.
- Luce e raggi Roentgen, Ulrico Hoepli, Milano, 1898.
- Corso di fisica, tenuto nell'anno accademico 1898-99 dal Prof. Oreste Murani, appunti presi dagli alunni A. Chiappina, E. Donadio, Tip. del R. Istituto Tecnico Superiore, Milano, 1899.
- Ottica, appunti presi alle lezioni del Prof. Oreste Murani, tenute al R. Istituto Tecnico superiore, Tip. del R. Istituto Tecnico Superiore, Milano, 1899.
- Trattato elementare di fisica, compilato ad uso de' Licei e degli Istituti Tecnici e del biennio preparatorio delle scuole degli ingegneri, 3 voll., Ulrico Hoepli, Milano, 1901-03 (con successive ristampe ed edizioni, con la nona ed ultima edizione, riveduta e accresciuta dall'autore, del 1933).
- Fisica, Ulrico Hoepli, Milano, 1904 (con successive edizioni).
- Lezioni di fisica tecnologica, tenute al R. Istituto Tecnico Superiore di Milano, Premiata Tipo-Litografia Succ. Bruni, Pavia, 1906.
- Tecnologia del calore, lezioni tenute dal Prof. Oreste Murani tenute al R. Istituto Tecnico Superiore di Milano, 2 voll., Premiata Tipo-Litografia Succ. Bruni, Pavia, 1908-12.
- Termodinamica, appunti presi alle lezioni del Prof. Oreste Murani, tenute al R. Istituto Tecnico superiore, Tip. del R. Istituto Tecnico Superiore, Milano, 1913.
- Proprietà cardinali dei sistemi diottrici. Strumenti d'ottica, Ulrico Hoepli, Milano, 1915.
- Onde hertziane e telegrafia senza fili, Ulrico Hoepli, Milano, 1918 (con successive edizioni).
- Lezioni di termodinamica, dettate nel Politecnico di Milano, Ulrico Hoepli, Milano, 1919.

## Intitolazioni
Gli sono stati intitolati un viale a Monterubbiano, in provincia di Fermo (Marche), e un largo a Milano (CAP 20133), dove si trova la "cascina Rosa", appartenuta ai marchesi Rosales, ora di proprietà del comune. È stata posta anche una lapide in sua memoria nell'atrio del Dipartimento di Fisica del Politecnico di Milano.